# Du berceau au berceau
Pour les articles homonymes, voir C2C.

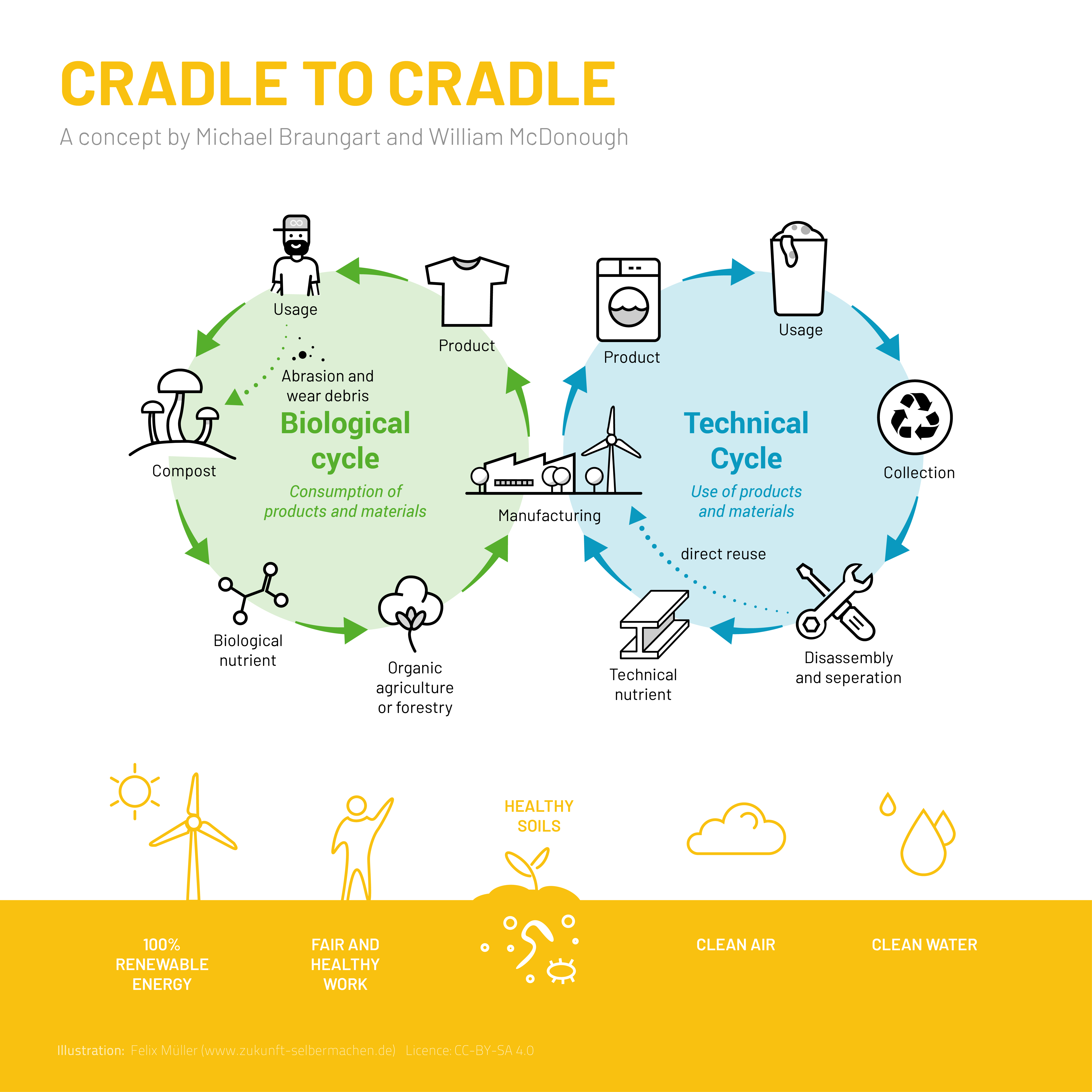
Modèle du concept « du berceau au berceau » (cradle to cradle).

Le berceau au berceau (en anglais : cradle to cradle, C2C) fait partie de l'écoconception mais est aussi un concept d'éthique écologique ou de philosophie de la production industrielle qui intègre à toutes les étapes du cycle de vie d'un produit (conception, production, réutilisation) les principes écologiques de zéro pollution et 100 % de réutilisation. 
En simplifiant, un produit fabriqué doit pouvoir, une fois recyclé, produire à nouveau le même produit, seul un ajout d'énergie renouvelable intervenant dans le cycle.

## Le label
Le concept d'un label C2C pouvant être attribué aux produits respectant les exigences de production du berceau au berceau a été mis au point à la fin des années 1980 par le chimiste allemand Michael Braungart et l'architecte américain William McDonough. 
En effet, Braungart et McDounough sont très réticents à toute tentative de régulation, qui ne conduit jamais qu'à déterminer des indicateurs auxquels les entreprises devront se conformer, et lui préfèrent la certification comme “marque honorifique”, reposant sur des bases positives et volontaires. 
Le label volontaire a ainsi été  officialisé en 2002 avec la certification internationale « Cradle to Cradle - C2C ». 
Le concept C2C  distingue deux types de produits : 
1. des produits de consommation, conçus pour nourrir l’écosystème après usage,
2. les produits de service conçus pour devenir des nutriments techniques à 100 % réutilisables pour la production de nouvelles générations de produits et de service.

De 2005 à 2015, aux États-Unis, en Allemagne et aux Pays-Bas, près de 150 industriels, pour environ 2 000 produits manufacturés, ont obtenu la certification C2C (jean, meubles de bureau, savons, matériaux de construction…)
Les certifications sont attribuées sur la demande du producteur concerné, après certification par un bureau d'étude accrédité pour la certification C2C. La certification est attribuée sur la base de référentiels spécifiques au label, qui s'écartent parfois des références internationales. Ainsi en matière de réutilisation du matériau, le référentiel C2C considère comme recyclable un matériau qui « peut être recyclé au moins une fois après son utilisation initiale, quelque part dans le monde, au moins à l'échelle pilote, selon un scénario présumé par le candidat, indépendamment de sa faisabilité ou sa mise en œuvre effective. » À l'inverse, la norme ISO 14021:2016 sur les « Marquage et déclarations environnementaux - Autodéclarations environnementales » rappelle que la mention « recyclable » ne peut être utilisée que s’il existe des « systèmes de collecte, de tri et d’approvisionnement pour transférer les matériaux de la source vers l’installation de recyclage », si des « installations de recyclage sont disponibles pour traiter les matériaux collectés » et que le produit est « effectivement collecté et recyclé ».